# 马占山 (1943年)
马占山（1943年5月—2016年5月7日），男，回族，河北雄县人，中华人民共和国政治人物，曾任宁夏回族自治区政协副主席，第九、十届全国政协委员。